# Хильден
Хильден (нем. Hilden) — город в Германии, в земле Северный Рейн-Вестфалия.
Входит в состав округа Меттман. Население составляет 55 555 человек (2020). Занимает площадь 25,95 км². Официальный код — 05 1 58 016.

## География
Хильден расположенный в 10 км к западу от города Золинген и в 5 км к юго-востоку от Дюссельдорфа, с населением почти 57 тысяч жителей является четвёртым по размеру городом в округе Меттман. Территория города граничит на севере с Эркратом, на северо-востоке с Ханом, на востоке и юго-востоке с Золингеном, на юге с Лангенфельдом и на западе с Дюссельдорфом. Большая часть города расположена на речной террасе, которая отмечает переход от региона Нижнего Рейна к региону Бергской Земли. В то время как расположенный на западе города вокзал находится на высоте 48 метров выше уровня моря, наивысшая точка города, гора Яберг у границы с Ханом, возвышается на 106 м. В целом, поверхность, на которой стоит город, повышается к востоку. Уровень атмосферных осадков довольно высок, превышает 800 мм/год.
В одном из самых густонаселённых городов Германии количество незастроенных площадей и зеленых насаждений крайне мало. Хильден обладает замкнутой городской территорией, которая окружена автобанами. Плотность населения относительно высока из-за отсутствия пригородов или включенных в него используемых в сельском хозяйстве территорий.
Самая большая незастроенная область — это хильденский городской лес (Хильденская пустошь) на северо-востоке, затем Гизенхайде, одна из последних больших и при этом свободных для застройки площадей, находящаяся на севере города. Так как город распространился в форме звезды во всех направлениях, жители Хильдена обозначают населённые части города как центр, север, юг, восток и запад. Такие местные обозначения как Майде, Карнап, Тротцхильден и т. д. больше не используются для обозначения частей города.

## История

### Предыстория и античность
Впервые люди появились в районе Хильдена в конце среднего каменного века (3000 г. до н.э.). Первые поселения датируются началом неолита. На юге Хильдена археологи раскопали курганное поле, относящееся к культуре захоронений позднего неолита, когда здесь жили племена кельтов.
Первые германские племена пришли сюда около 400 г. до н.э. Они смешались с кельтами, но под натиском саксонских племён были вынуждены отступить на территорию современной Бельгии.
Римляне достигли Рейна около 58 г. до н. Нынешний городской район Хильдена находится в районе проживания германского племени сигамбров. Римляне считали правый берег Рейна ничейной землёй и никому не позволяли здесь жить. Поэтому нет никаких археологических находок этого периода.
Позже в районе современного Хильдена поселились хаттуарцы. Они присоединились к Франконскому союзу и со своими германскими соседями и напали на римлян в пограничном Нойсе. В качестве меры предосторожности предварительно вывели местное население. В 388 году римляне атаковали хаттуарцев из Нойса через Хильден и Фохвинкель до Хаттингена. Наступление оказалось неудачным, римлянам пришлось отступить на рейнскую равнину, а хаттуарии смогли продвинуться на левобережье Рейна. Таким образом, Хильден с 388 года обезлюдел.

### Средние века
Нынешняя территория Хильдена, расположенная в землях хаттуариев, была заброшен и заросла лесом. Как заброшенный лесной массив, он был подчинен франкскому королю. Саксы атаковали хаттуариев, но были отбиты. Франки основали графство, заселённое рипуариями между Рейном, Руром и Вуппером, названное в недавнем исследовании «Дуйсбург-Казерсвертским графством». Через современный Хильден проходили три средневековые дороги: Мауспфад (с юга на север), Страта Колониенсис (Strata Coloniensis) (с запада на север) и Кёльнская дорога 5 (Kölnische Trasse 5) (с запада на северо-восток). На их пересечении располагался поселок «Пунгсхаус». В нём древесина, перевозившаяся из гавани Урденбаха (Urdenbacher Holzhafen) в Бергишес-Ланд, помечалась клеймами.
В 804 году, во время войны Карла Великого с саксами, франкская армия была переброшена через Рейн около Нойса. Она пошла по тому же маршруту, по которому римляне прошли в 388 году. Здесь охраняли территорию два франконских монастыря — Кайзерсверт и Верден.
По Верденскому договору (843 год) рипуарии попали под властью Лотара I (Лотарингия). Их земля был разделен на округа. Все еще заброшенный лесной массив в сегодняшней городской черте Хильдена попал в округ Кельдагау.
След поселения X века до сих пор присутствует в виде кольцевой стены Холтерхёфхен (Holterhöfchen) на Гартен-штрассе. После того, как ранний комплекс внутреннего двора был разрушен пожаром в конце IX века, был выстроен новый комплекс внутреннего двора, который частично виден сегодня и защищен двойной стеной и канавой и вокруг которого Мюленбах, бывший ранее притоком Иттера, протекал до 1819 г.
Задолго до 1000 года архиепископы Кёльна владели недвижимостью в регионе Хильдена. Один из двенадцати столовых дворов (Fronhof) архиепископа был их первоначальной собственностью. Помимо Тафельхофа, сюда входили большие площади в районе Хильдена и Хаана, которые в то время всё ещё были преимущественно лесными.
В IX веке на территории усадьбы началось строительство первой церкви . Впервые Хильден был упомянут в документе архиепископа Кёльна Анно II от 3 октября 1074 г. В документе, оригинал которого находится в историческом архиве города Кёльна, говорится, что архиепископ Кёльнский Эвергер (Everger) имел там кёльнского человека и штифт Св. Куниберта  забрал десятину из Хильденского леса.
Эвергер исполнял епископские обязанности с 985 по 999 год. Управление церковными территориями через некоего майера продолжали его преемники Гериберт, Пильгрим (Pilgrim) и Герман II. Кроме того, продолжалось строительство новых феодальных поместий. Так возникла деревня Хильден. В 1176 году архиепископ Филипп передал Хильден и Эльверфельд с прилегающими территориями временно за 400 марок графу Энгельберту I фон Бергу.
В ранних документах Хильден именуется: 1074 год — «Хелдайн», 1176 год — «Хелетен» и в 1179 году — «Хеледе». Считается, что название образовано от средне-нижненемецкого слова "холм" (Helde). После этого Хильден будет называться "Ан дер Хальдн" (an der Halde), "Ан Абханг" (am Abhang), «Холм на поляне в лесу».
Первое упоминание об одном из районов современного города относится к 1336 году. Речь идёт об "Удингхузену» — ныне Ёркхаус в Хильдене.
В первой половине XIII века изначальная церковь раннего средневековья была заменена новой в позднем романском стиле, названной Якоби-кирхе, на месте сегодняшней церкви Реформации (Reformationskirche (Hilden). В 1536 г. к этой церкви пристроили ризницу. Кроме того, в 1530 году, на углу современных Миттель-штрассе / Шуль-штрассе, был построен «Конрадс-гут», принадлежавший усадьбе «Хоэн Хоф». Ныне это охраняемый законом памятник архитектуры «Хаккен-хоф».
Аристократическая резиденция Хаус Хорст  (Haus Horst) в Хильдене, первоначально являвшаяся замком и усадьбой с рвом, была построена в конце XI века и, как и деревня Хильден, вместе с Ханом на протяжении веков принадлежала сфере влияния Кёльнского архиепископства.
В 1372 году рыцарь Крафтен фон Эльверфельдт (Elverfeldt) получил от архиепископа Фридриха III угодья в Хане и Хильдене с правами вотчины.
В дополнение к архиепископству Кёльна графы и герцоги Берг также обладали правами судебных приставов и земельными владениями в этой области примерно с 1257 года. Главным сувереном был архиепископ Кёльна. В документе, датированном 15 мая 1265 года, например, графиня Маргарета фон Берг (Margarete von Hochstaden) и ее сын Адольф присудили оплатить три марки из осеннего налога в Шёллере (Schöller) феодальному владению «Вильгельм фон Хильден».
Опекунские права князей фон Берг на территории между Шёллером и Хильденом на протяжении веков неоднократно приводили к юридическим спорам. Например, в 1386 году поступила жалоба от архиепископа Фридриха III. Кёльнского на Вильгельма I, герцога Бергского. Жалоба касалась «сбора податей» с жителей Хильдена и Хаана. Герцог и архиепископ письменно согласились возместить эти неправомочные изъятия.

## Достопримечательности
- Церковь Святого Иакова
- Хильденская пустошь

## Учебные заведения
- Городская музыкальная школа

## Особые объекты
- Лесная казарма

## Города-побратимы
- Нове-Место-над-Метуйи, Чехия

## Персоналии

### Почётные граждане
- Отто фон Бисмарк (1815–1898), — Рейхсканцлер, с 11 марта 1895 года.
- Вильгельм Фердинанд Ливен[нем.] (1839–1902), — Землевладелец и 1-й старейшина, с 17 сентября 1900 года.
- Фриц Грессард[нем.]  (1839–1923), — фабрикант и 1-й старейшина, с 26 мая 1914 года.
- Вальтер Видерхольд[нем.] (1885–1959), — фабрикант, с 9 мая 1952 года.
- Эллен Видерхольд[нем.] — фабрикант и бургомистр, с 4 ноября 1994 года.

### Родились в Хильдене
- Вальтер Фуртманн (1873–1945), архитектор, автор старой ратуши в Хильдене.
- Макс Фольмер (1885–1965), физико-химик, специалист по химической кинетике.
- Кристиан Петцольд (* 1960), кинорежиссёр и сценарист, представитель и лидер Берлинской школы.
- Кнут Райнхардт (* 1968), футболист, бывший полузащитник известный по выступлениям за «Боруссию» (Дортмунд), «Байер 04» и сборную Германии.
- Михаэль Тарнат (* 1969), футболист, выступал за сборную Германии.

### Жили и работали в Хильдене
- Эрих Варзиц (1906–1983), лётчик-испытатель. Основатель одного из машиностроительных заводов в Хильдене.

## Фотографии

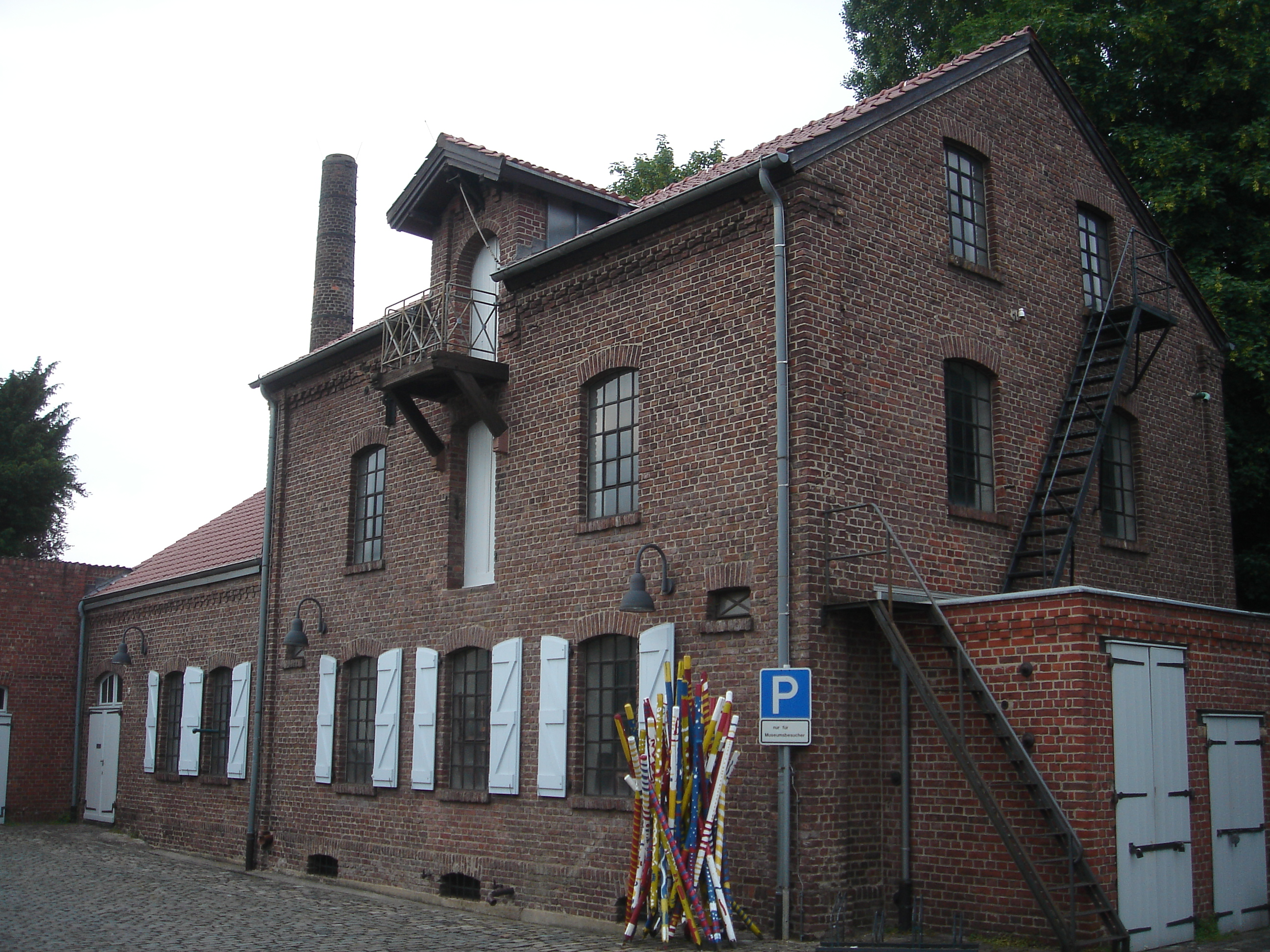
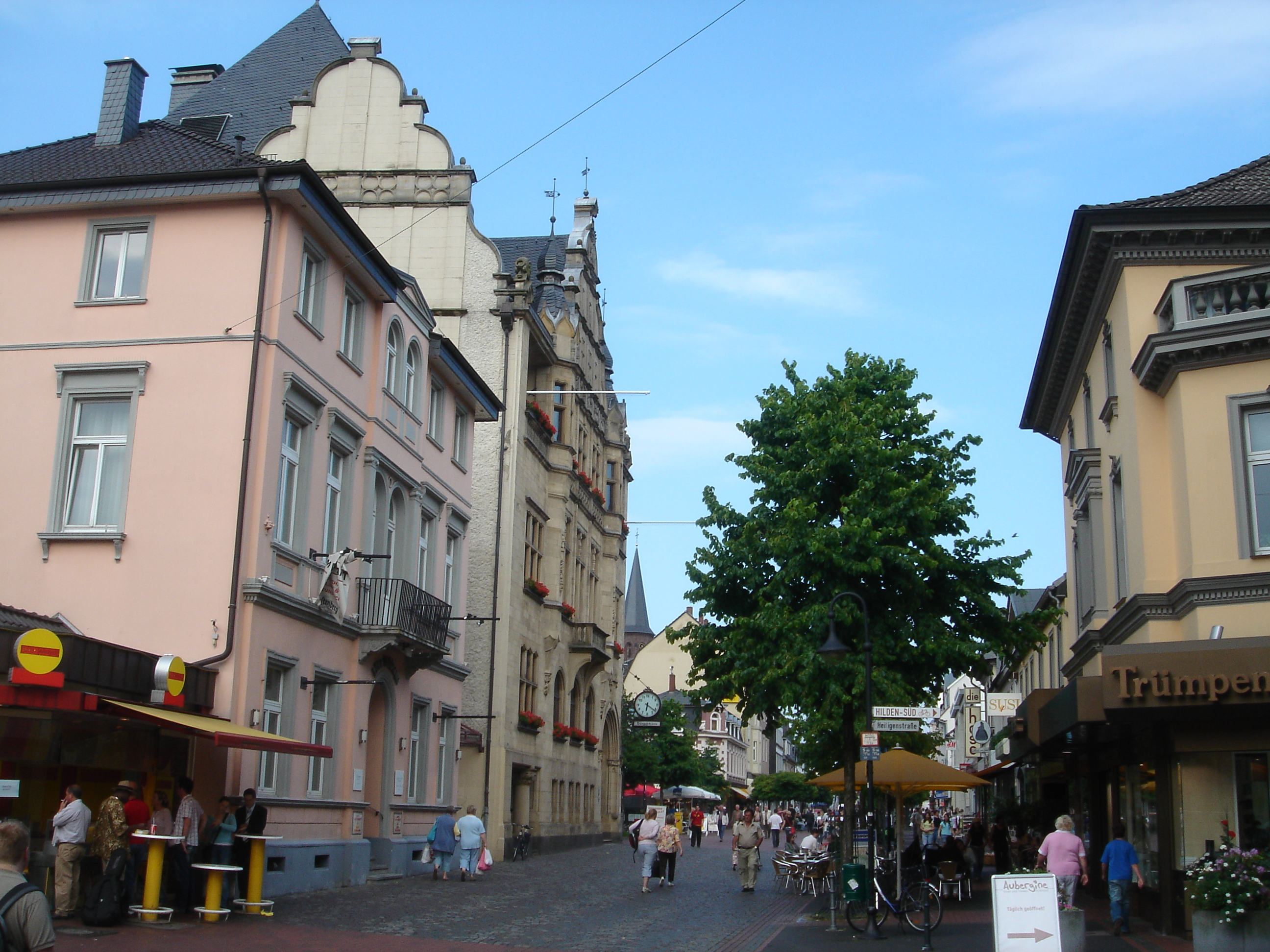